# Bainbridge Colby
Bainbridge Colby (St. Louis, 22 de dezembro de 1869 – Bemus Point, 11 de abril de 1950) foi um advogado norte-americano e Secretário de Estado dos Estados Unidos de 1920 a 1921 durante a presidência de Woodrow Wilson. Colby originalmente era um republicano que ajudou na fundação do Partido Progressista em 1912, ele concorreu a vários cargos públicos como membro do partido, porém sempre perdeu.
O historiador John Milton Cooper afirma que a nomeação de Colby como Secretário de Estado foi "bizarra", já que ele não tinha nenhuma experiência ou habilidade diplomática. Jornais da época responderam à nomeação "de perplexidade à indignação". Colby foi escolhido por ser totalmente leal a Wilson, que havia ficado irritado quando seu secretário anterior, Robert Lansing, defendeu o vice-presidente Thomas R. Marshall. Colby deixou o cargo sem realizar nada de notável.